# Vaideiu, Mureș
Vaideiu, mai demult Vaidei de Câmpie, (în maghiară Mezőújfalu), este un sat în comuna Ogra din județul Mureș, Transilvania, România.

## Istoric
Pe Harta Iosefină a Transilvaniei din 1769-1773 (Sectio 127), localitatea apare sub numele de „Ujfalu”.

## Date geologice
În subsolul localității se găsește un masiv de sare.

## Personalități
- George Guțiu (n. 1924), episcop greco-catolic

## Vezi și
- Biserica de lemn din Vaideiu

## Imagini

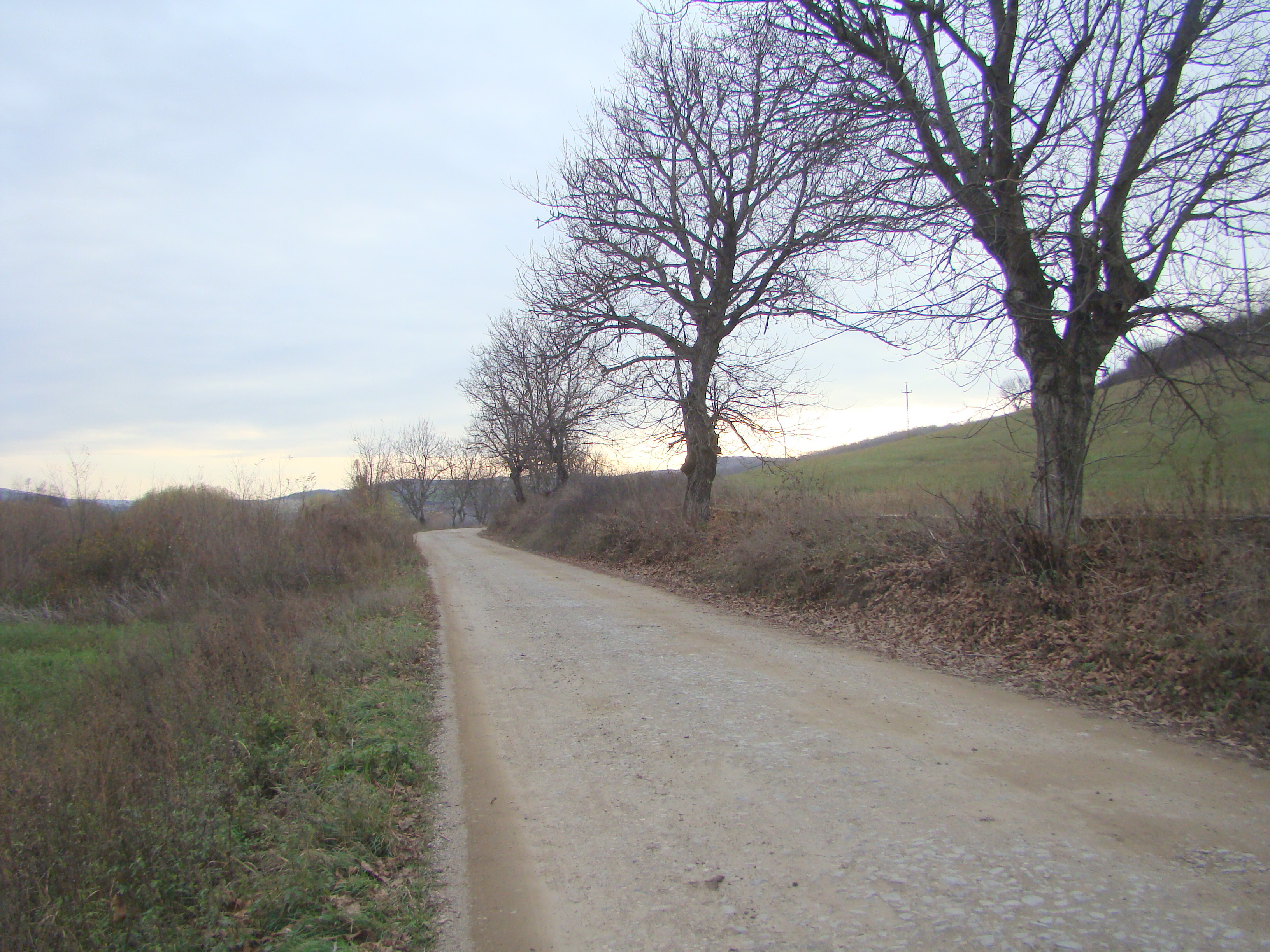
Drumul Dileu Vechi-Vaideiu
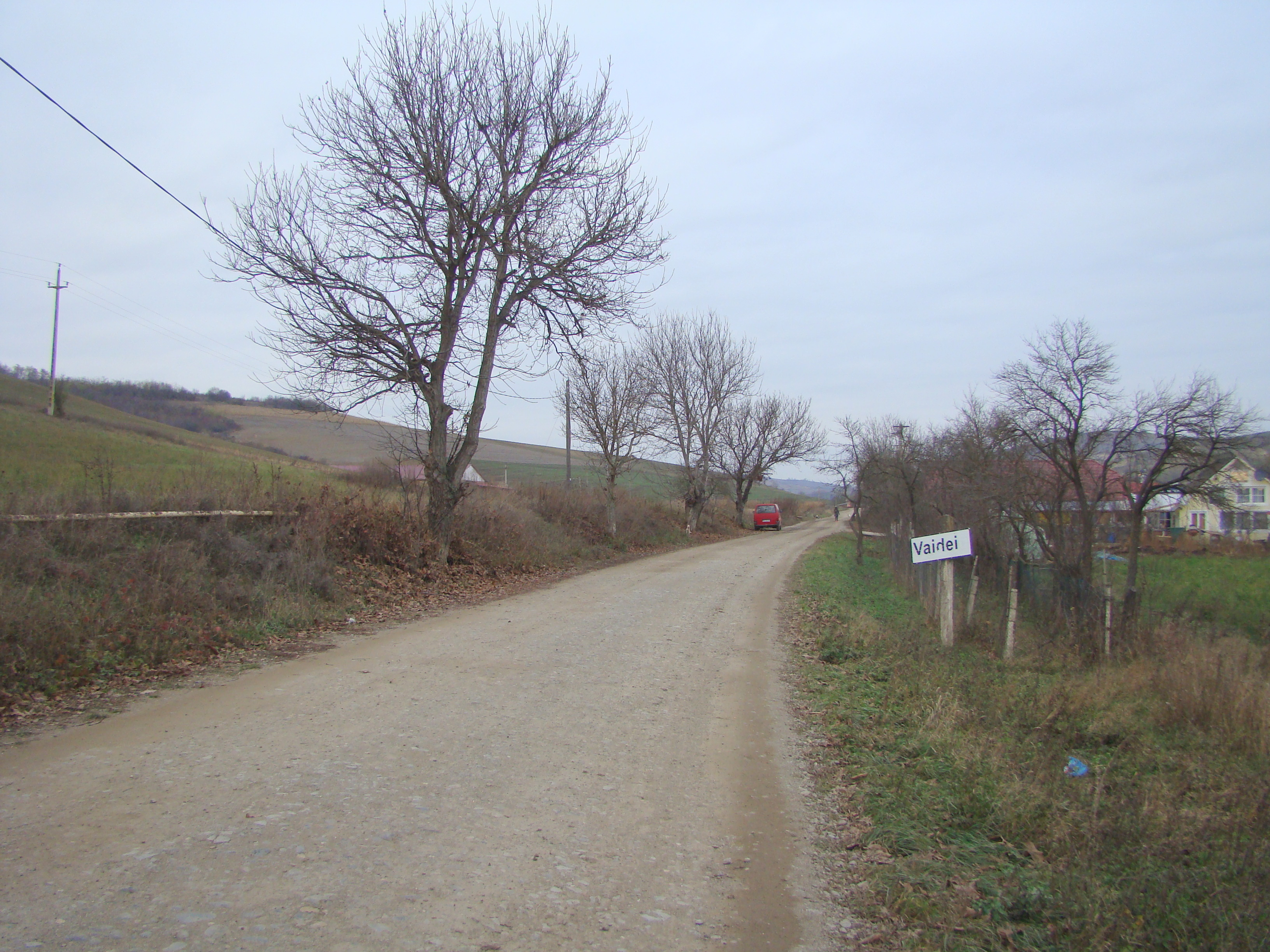
Intrarea în localitate
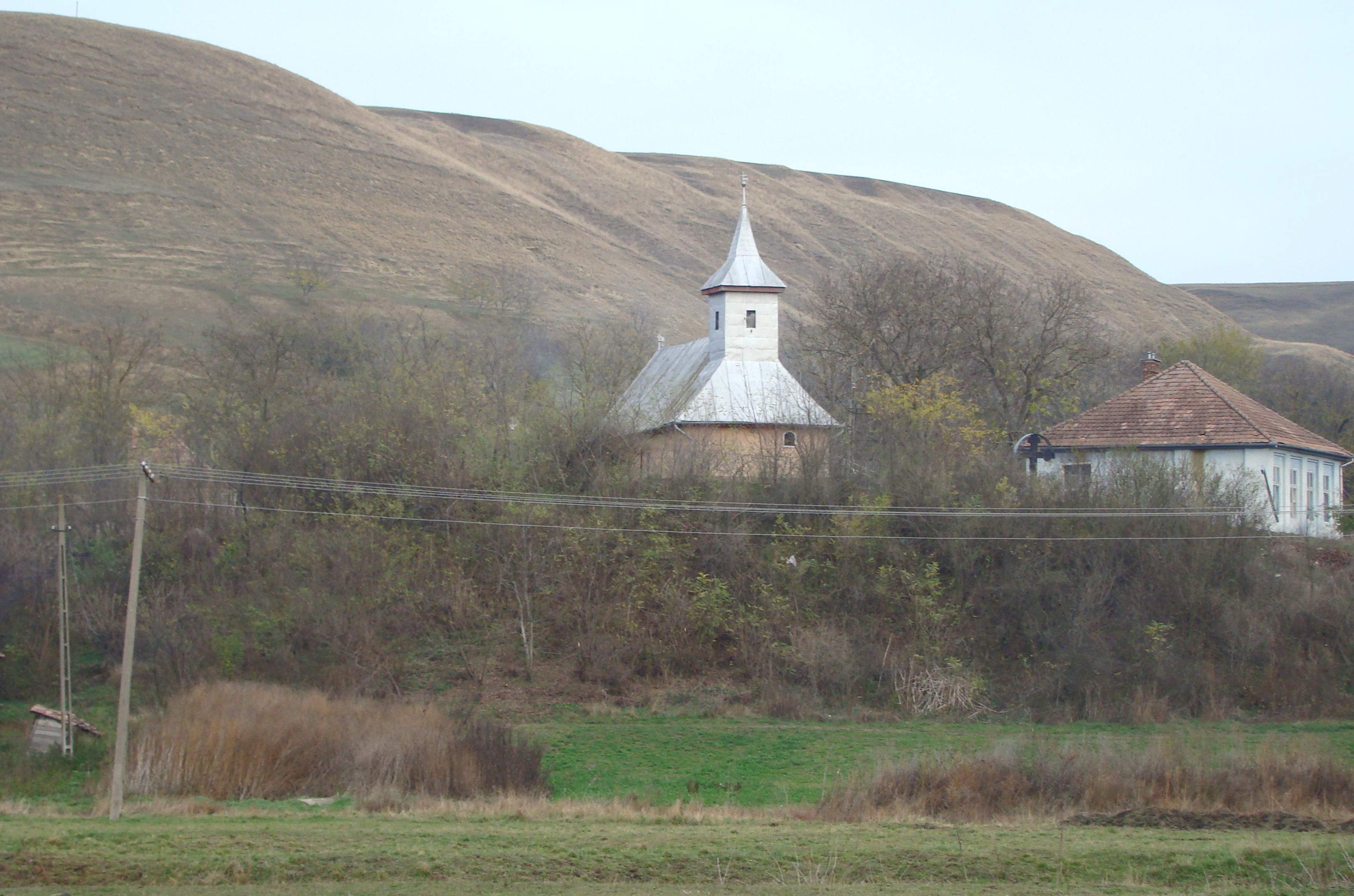
Biserica de lemn cu hramul „Sfinții Arhangheli Mihail și Gavriil”
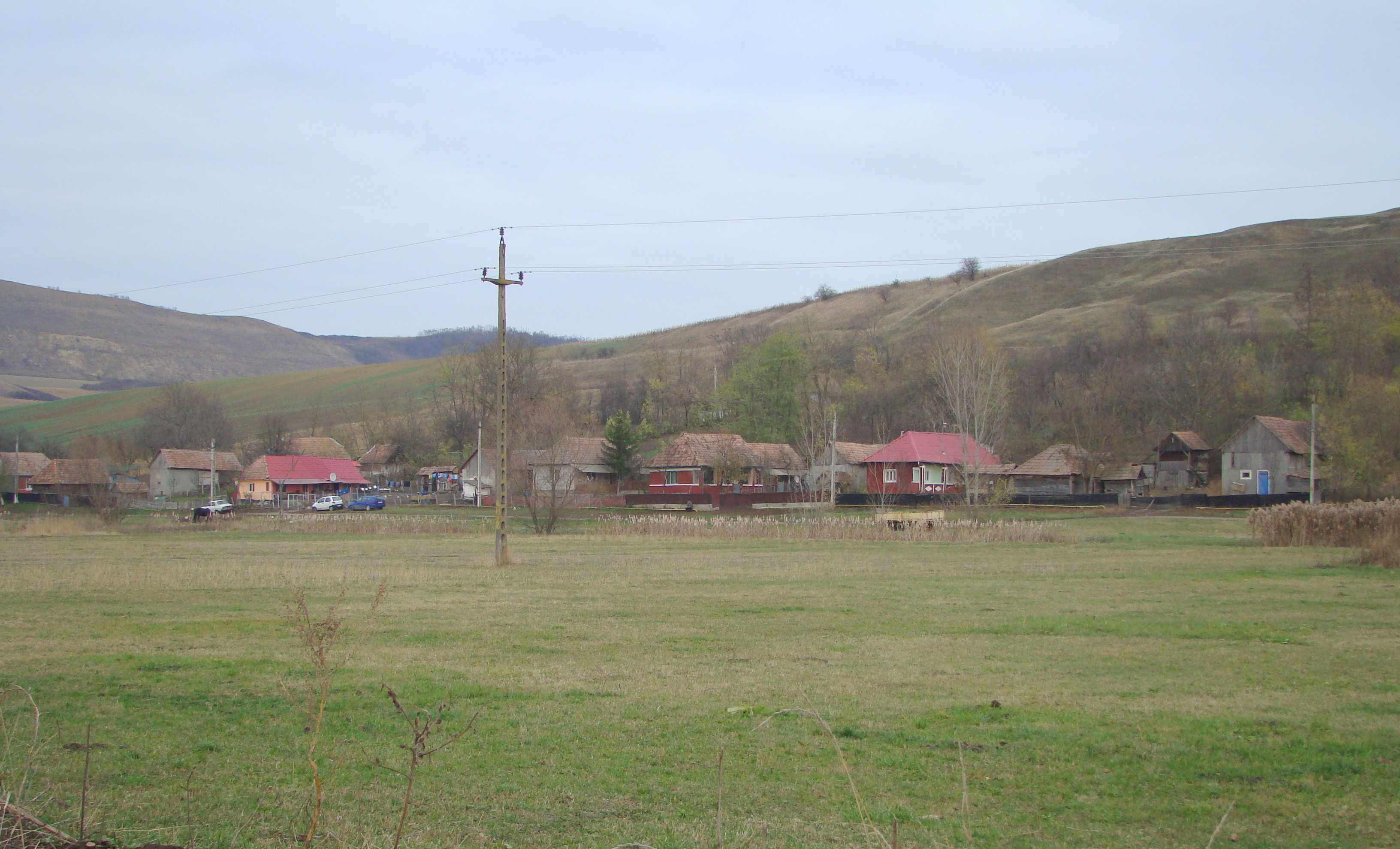